# Liangzihe Shuiku
Liangzihe Shuiku (kinesiska: 亮子河水库) är en reservoar i Kina. Den ligger i provinsen Heilongjiang, i den nordöstra delen av landet, omkring 280 kilometer sydost om provinshuvudstaden Harbin. Liangzihe Shuiku ligger 277 meter över havet. Arean är 1,4 kvadratkilometer. Omgivningarna runt Liangzihe Shuiku är en mosaik av jordbruksmark och naturlig växtlighet. Den sträcker sig 1,0 kilometer i nord-sydlig riktning, och 2,9 kilometer i öst-västlig riktning.
Genomsnittlig årsnederbörd är 895 millimeter. Den regnigaste månaden är juli, med i genomsnitt 188 mm nederbörd, och den torraste är januari, med 7 mm nederbörd.